# Ејвонмор (Пенсилванија)
Ејвонмор (енгл. Avonmore) град је у америчкој савезној држави Пенсилванија.

## Демографија
По попису из 2010. године број становника је 1.011, што је 191 (23,3%) становника више него 2000. године.
| Група             | 2000.       | 2010.       |
| Белци             | 802 (97,8%) | 980 (96,9%) |
| Афроамериканци    | 10 (1,2%)   | 14 (1,4%)   |
| Азијати           | 3 (0,4%)    | 1 (0,1%)    |
| Хиспаноамериканци | 3 (0,4%)    | 5 (0,5%)    |
| Укупно            | 820         | 1.011       |